# Hessentag 1993

Wappen Lichs

Der Hessentag 1993 war der 33. Hessentag und fand mit dem Slogan feierLICH vom 9. bis 18. Juli 1993 in der mittelhessischen Kleinstadt Lich statt.
Eröffnet wurde der Hessentag von Ministerpräsident Hans Eichel (SPD) und Bürgermeister Ludwig Seiboldt (CDU). Das Hessentagspaar bildeten Christine Jachimsky und Michael Noll.
Zum Programm gehörten neben dem Festzug unter anderem die bis dato größte Landesausstellung (Fläche: 12.000 m²), Ballonfahrten, der Auftritt der Münchner Lach- und Schießgesellschaft und Gesprächsrunden über Extremismus und Gewalt gegen Minderheiten. Zu den aufgetretenen Künstlern zählten u. a. Konstantin Wecker, Shakin’ Stevens, Middle of the Road, The Seekers, die Münchener Freiheit, die Puhdys, Joy Fleming, Paul Kuhn sowie die Rodgau Monotones und Inner Circle. Am 17. Juli 1993 fand die erste hr3 Clubnight mit den Disk Jockeys Sven Väth, DJ Dag und Torsten Fenslau statt. Zuvor, am 9. Juli 1993, trennten sich bei einem Freundschaftsspiel eine Hessenauswahl und der Fußball-Bundesligist Borussia Dortmund mit 1:5 im Sportzentrum Fasanerie. Insgesamt wurden bei über 450 Einzelveranstaltungen rund 860.000 Besucher an den 10 Tagen gezählt, beides damals so viele wie nie zuvor.

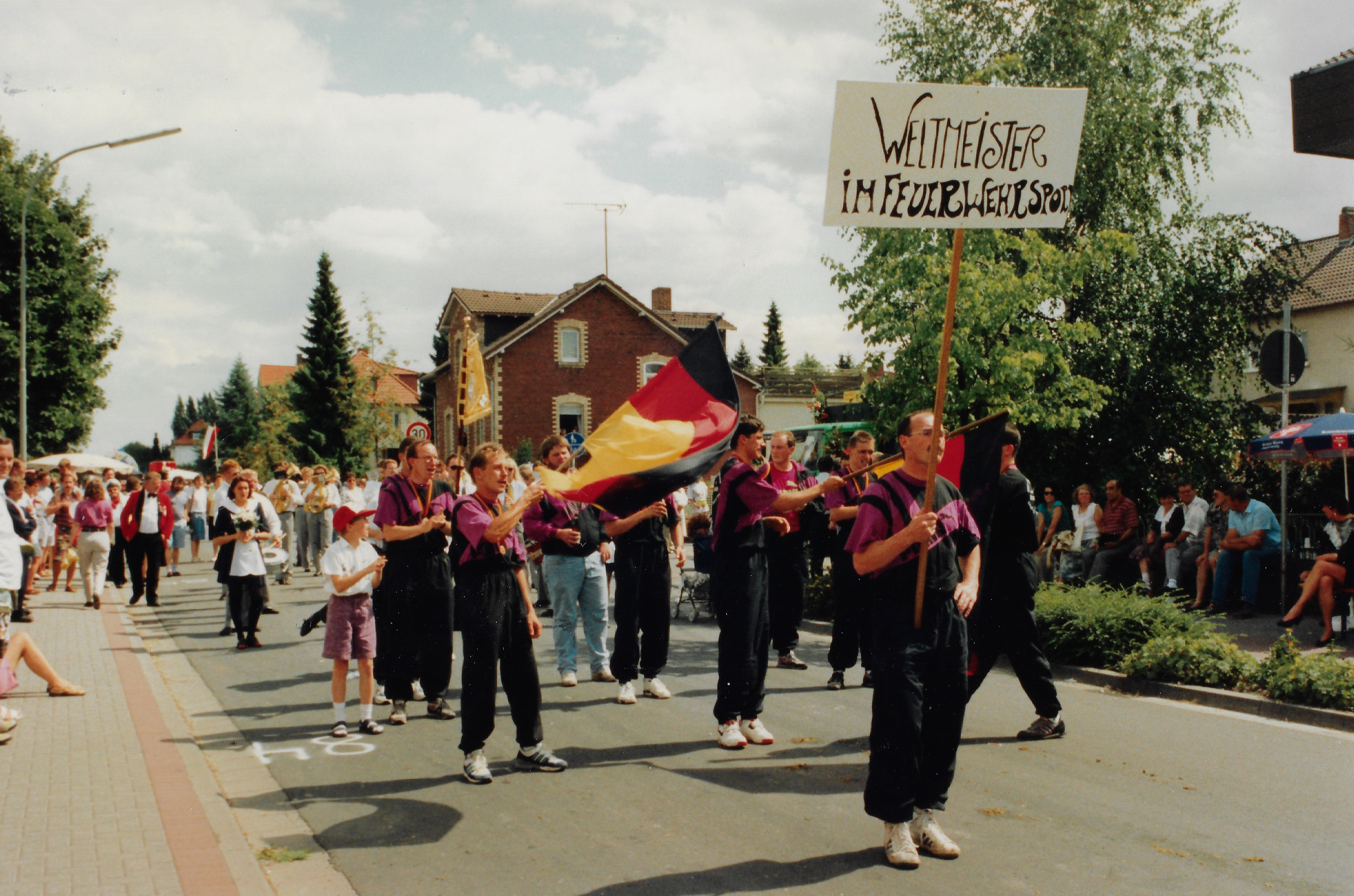
Festumzug mit Weltmeistern im Löschangriff der FF Beselich-Obertiefenbach

Die Besonderheit beim Festumzug war die Teilnahme der tags zuvor bei den X. Internationalen Feuerwehrsportwettkämpfen des Weltfeuerwehrverbandes CTIF in Berlin gekürten Weltmeister im Löschangriff der Freiwilligen Feuerwehr Beselich-Obertiefenbach.